# Sonja Kovalevsky (biografi)
Sonja Kovalevsky: Hvad jag har upplefvat tillsammans med henne och hvad hon berättat mig om sig själf är en biografi över den ryska matematikern Sofia Kovalevskaja, skriven av hennes vän Anne Charlotte Leffler och utgiven 1892 på Albert Bonniers Förlag. Verket skrevs under namnet Anna Carlotta Leffler, d:ssa di Cajanello.
Verket finns översatt till tyska, engelska, franska, ryska, nederländska och danska. Manuskriptet till den svenska utgåvan finns bevarat i olika versioner på Kungliga biblioteket i Stockholm.

## Om biografin
| ”                                                                                     | Hon sade mig ofta, då hon berättade mig om sitt lif: om jag ej hinner skrifva det skall du göra det efter min död. | „ |
| – Anne Charlotte Leffler om Kovalevskys önskan att hon skulle skriva hennes biografi. | |   |

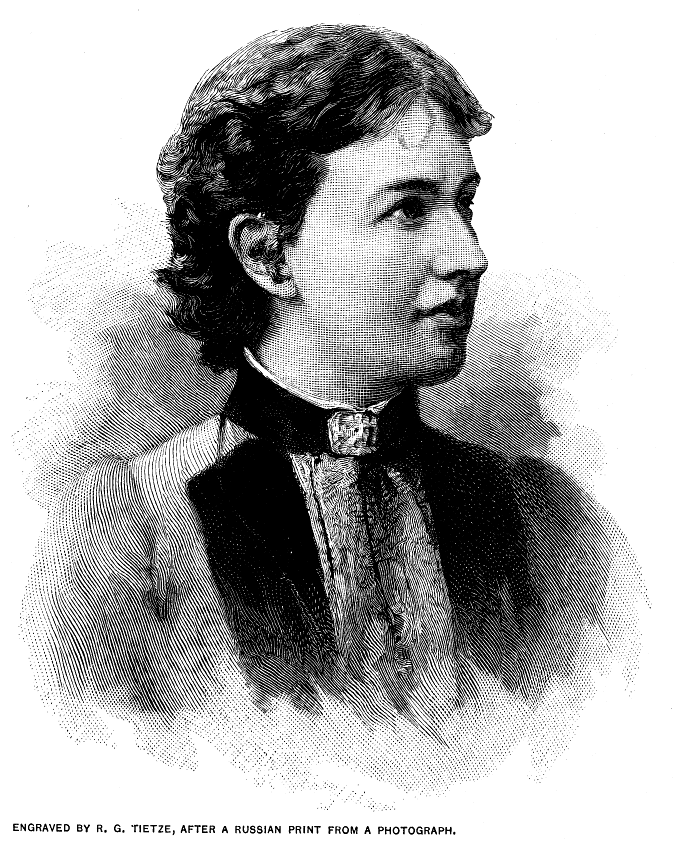
Sonja Kovalevski

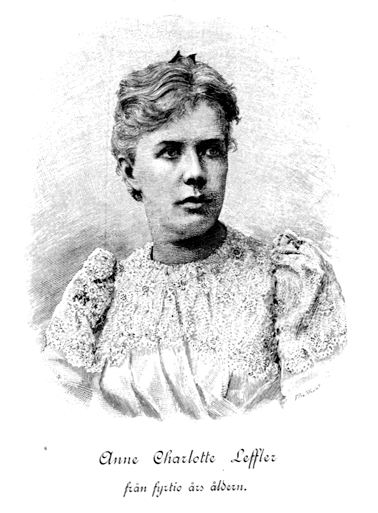
Anne Charlotte Leffler

Leffler och Kovalevsky hade varit vänner i flera år när Kovalevsky avled den 10 februari 1891. De hade även tillsammans skrivit dubbeldramat Kampen för lyckan (1887). Leffler befann sig vid tidpunkten för Kovalevskys död i sitt hem i Neapel i Italien. I ett brev till vännen Adam Hauch den 3 mars 1891 förklarade Leffler att hon såg det som sin plikt att skriva en biografi över Kovalevsky.
Arbetet med biografin kom att dra ut på tiden eftersom meningsskiljaktigheter rådde mellan Leffler och vännen Ellen Key samt brodern Gösta Mittag-Leffler hur biografin skulle utformas. Mer exakt gällde konflikten hur sanningsenligt Leffler skulle skriva där Key och Mittag-Leffler ansåg att hon skulle tillrättalägga historien. Leffler tänkte från början också skriva biografin som en roman, men övertalades av Key att skriva den som en traditionell biografi. I maj 1892 var biografin klar.

## Mottagande
Den konservative kritikern Carl David af Wirsén kritiserade biografin för i hans tycke bristen på pietet och känslig hänsynsfullhet. I Dagens Nyheter berömdes hon som "en genialisk porträttmålare" av den anonyme anmälare som infört sin recension där. Personen fortsatte: "Och derför att hon älskade menniskan sådan hon var hvilar öfver hela framställningen en glans af sympati, hvilken verkar med diktens oförgängliga styrka."

## Utgåvor
- Kovalevsky, Sonja (1895). Sonya Kovalevsky: her recollections of childhood / translated from the Russian by Isabel F. Hapgood. With a biography by Anna Carlotta Leffler, duchess of Cajanello, translated from the Swedish by A. M. Clive Bayley ; and a biographical note by Lily Wolffsohn. New York: The Century Co. Libris 13552466. https://runeberg.org/skovalvsky/
- Leffler, Anne Charlotte (1892). Sonja Kovalevsky: hvad jag upplefvat tillsammans med henne och hvad hon berättat mig om sig själf. Stockholm: Bonnier. Libris 468848
- Leffler, Anne Charlotte (1895). Sonya Kovalevsky: a biography. London. Libris 2058743. https://runeberg.org/kovalevsky/
- Leffler, Anne Charlotte (2010). Sonja Kovalevsky: erinringar. Atlas vintage ([Ny utg.]). Stockholm: Atlas. Libris 11956840. ISBN 978-91-7437-090-4
- Leffler, Anne Charlotte (2015). Sonja Kovalevsky: vad jag upplevt tillsammans med henne och vad hon berättat mig om sig själv (E-bok). Stockholm: Bonnier. ISBN 9789100144210

### Fotnoter
1. 1 2  ”Sonja Kovalevsky”. Kungliga biblioteket. http://libris.kb.se/bib/10702739. Läst 2 december 2012.
2. ↑  ”Anne Charlotte Lefflers papper”. Biografier över Sonja Kovalevsky; flera författare. Kungliga Biblioteket. Arkiverad från originalet den 26 januari 2021. https://web.archive.org/web/20210126035530/https://arken.kb.se/SE-S-HS-L4-a%3A7. Läst 11 september 2020.
3. ↑  Lauritzen 2012, s. 507
4. ↑  Lauritzen 2012, s. 391-392, 507
5. ↑  Lauritzen 2012, s. 508-509
6. ↑  Lauritzen 2012, s. 510